# トルクメン語訳聖書
トルクメン語訳聖書（トルクメンごやくせいしょ、英語: Bible translations into Turkmen）ではキリスト教聖書のトルクメン語への翻訳を記す。トルクメン語はトルクメニスタンの公用語で、トルコ語、アゼルバイジャン語と同じテュルク諸語の南西語群（オグズ語群）に属する言語である。文字は伝統的にはアラビア文字であったが、20世紀前半からのソビエト連邦時代にキリル文字が使われるようになり、1990年代の独立以降はラテン文字に変わってきた。 

## 概要
1880年、 ジェームズ・バセット（James Bassett）により「マタイによる福音書」がトルクメン語に翻訳されて、英国外国聖書協会により出版された。
最近になって、1994年には聖書翻訳研究所（IBT）が「新約聖書」、「詩編」、「箴言」をハードディスクへ翻訳して、これは1995年12月に首都アシガバートにある科学アカデミーの言語・文学部門へ提出されていい評価を得た。書籍でも広く配布されて、新約聖書と旧約聖書のモーゼ五書のペーパーバックも作られた。2016年からは、旧訳・新約全書がIBTサイトからオンラインで提供されている。

## 参照項目
- トルクメニスタンの宗教
- 聖書翻訳
- 言語別聖書の一覧